# 温布尔登网球锦标赛
温布尔登网球锦标赛（英語：The Championships, Wimbledon）常簡称作温布尔登或溫網，是网球运动中历史最长和最具声望的公開赛。為每年度第三場大满贯赛事，澳网、法网之后，美国公开赛之前。锦标赛通常于6月底至7月初在温布尔登的全英草地网球和门球俱乐部举办，是草地賽事的最高榮譽。
温布尔登的邮政编号为SW19，故人们常用SW19指代本赛事。
历时两週的賽事經常因雨延遲，一旦下雨必须由球僮们拉起雨罩保护球场时，几乎每年必定会碰上雨天也成为温网的传统。

## 历史
溫布頓網球錦標賽於1877舉行首屆賽事，时仅有男子单打比赛。場地全英草地网球和门球俱乐部（All England Lawn Tennis and Croquet Club）為私人俱樂部，成立於1868年7月23日，最初名為「全英門球俱樂部」。1884年增加女子单打和男子双打比赛，女子双打和混合双打則在1913年加入。锦标赛在1922年從Worple路搬到了如今的Church路的场地。如同其他三项大满贯赛事，温布尔登在1968年网球公开时代之前只对顶级的业余选手开放。
英国人对温布尔登甚为骄傲，但也是其民族苦闷和幽默的来源：英国男性自1936年的弗雷德·佩里後再未获得过单打冠军，最近一次的英国女子单打冠军也要回溯至1977年的弗吉尼娅·韦德。直到2013年安迪·穆雷睽違77年後，英國男子球員再次在全英俱樂部舉起冠軍金盃。

### 男子球員
1970年代末至80年代是網球運動的光輝期，不少網壇巨星都在溫布頓留下輝煌的紀錄。瑞典名將比约恩·博里在1976至1980年締造的連續五屆單打冠軍曾讓人難望項背。1981年，當屆冠軍約翰·麥肯羅結束了博格的統治，又於1983和1984年拿下兩屆冠軍，三度稱王。1985年，年僅17歲的鲍里斯·贝克尔成為溫布頓史上最年輕的冠軍。80年代末期，贝克尔與斯特凡·埃德贝里連續三年在決賽交峰，也被認為是溫布頓的經典戰役之一。
1990年代，皮特·森柏斯在八年內破紀錄地七次奪標（1993至1995年三連霸、1997至2000年四連霸），獲封草地之王。
21世紀後，2003至2022年罗杰·费德勒、拉斐爾·拿度、諾瓦克·喬科維奇和安迪·穆雷四人包辦了19屆單打冠軍。費德勒在七年內六次奪標（2003至2007年完成五連霸），並於2017年八度封王。2008年，拿度接連在法網與溫布頓奪冠，博里之後再有球員達成，並於2010年二度達成。2011年，喬科維奇首度掄元後，在2014至2015、2018至2019年與2021至2022年三度衛冕成功（其中2020年因疫情取消）。地主球員穆雷則在2013和2016年兩次奪冠。
其他名將如安德烈·阿加西、李察·加逸錫、戈蘭·伊雲尼斯域等人，都曾在中央球場完成一場場經典戰役，以耀眼的戰績成為溫布頓的歷史的一頁。

### 女子球員
瑪蒂娜·納芙拉蒂洛娃以九屆溫網女單冠軍，數量曾笑傲男女選手，1982至1987年間連續奪得六座單打冠軍最令人讚嘆。納芙拉蒂洛娃在1982至1984年更同時獲得雙打冠軍。而當年納芙拉蒂洛娃與克里斯·埃弗特的爭霸堪稱網壇一大盛事，埃弗特的成就主要在於七屆法網冠軍。繼起的一代球后施特菲·格拉芙七度贏得冠軍。
21世紀，女子網壇轉向強力打法，威廉絲姊妹維纳斯與塞雷娜2000至2019年間共拿下十座冠軍，僅有四年出現未有姊妹的決賽。姊妹倆在溫網進行六次對決，更貢獻四場單打決賽，亦搭檔奪下六座雙打冠軍，堪稱2000年代網球最令人矚目的焦點。塞雷娜在2015年率先拿下第六座冠軍，同時完成她第二次的跨季大滿貫，並於2016年七度封后；維納斯則在2000至2009年間八次進到決賽。且兩人在2012年倫敦奧運拿下她們的第三面女雙奧運金牌；塞雷娜另贏得單打奧運金牌，完成生涯金滿貫。

### 華裔選手
2000年以前，美籍的張德培曾於1995年進入單打八強賽事。2010年後，台籍盧彥勳擊敗了美國名將安迪·羅迪克追平男單選手最好的八強成績，但敗給了諾瓦克·喬科維奇。
常年位居世界前十的名將李娜則分別於2006、2010和2013年闖入女單八強。2008年，當時排名百名開外，持外卡參賽的中國球手鄭潔於第三輪淘汰時任世界第一安娜·伊萬諾維奇，並且擊敗捷克好手妮科萊·瓦伊迪索娃成功晉級女單四強，創下百年溫網外卡選手的記錄。女雙方面，2006年鄭潔/晏紫和2013年謝淑薇/彭帥先後折桂，而謝淑薇又在2019、2021及2023年連續三次參賽皆贏得冠軍（2020年溫網未舉辦、2022年謝淑薇因傷缺席），成為第一位衛冕成功的亞洲選手。

## 球场

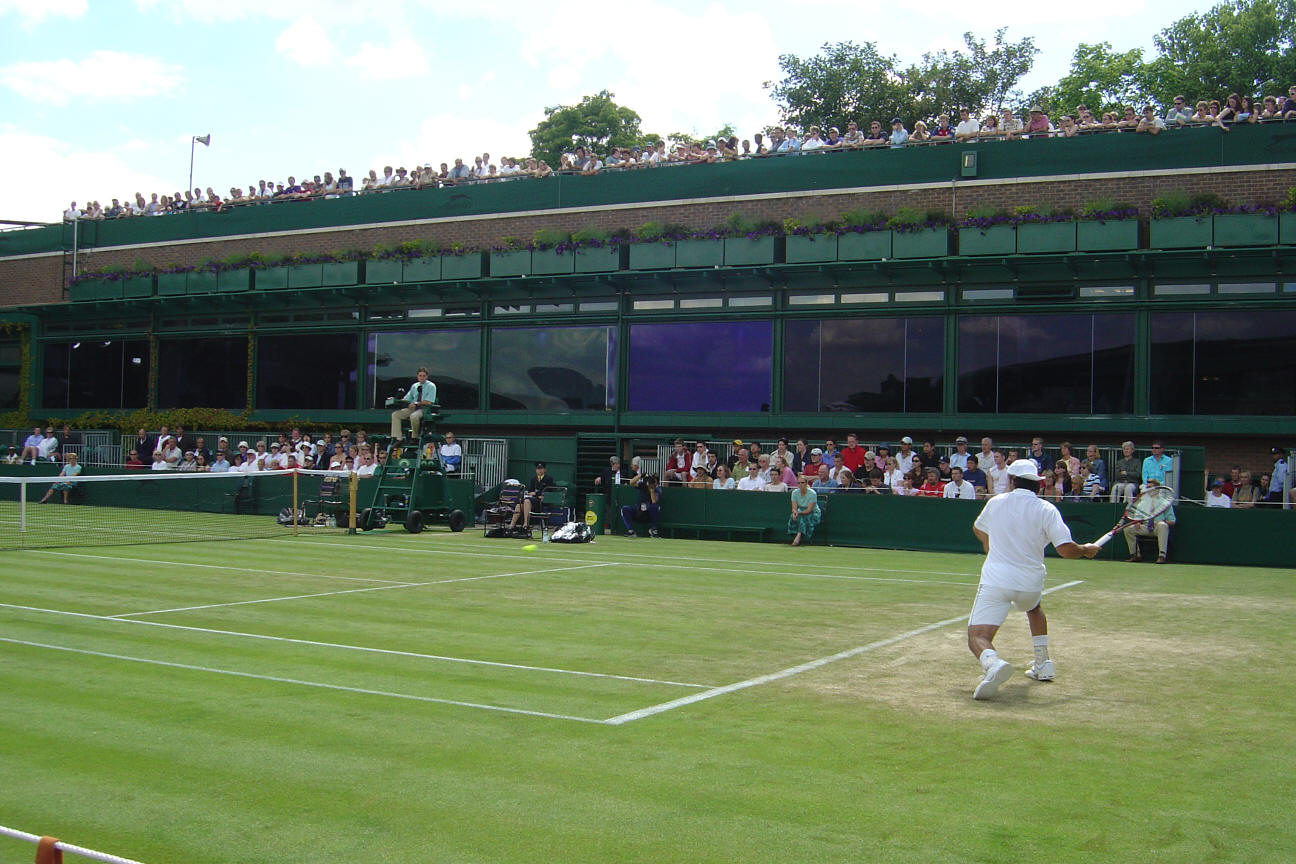
比赛场地

中央球场面對比赛过程中伦敦天气的不可预知性，于2009年配有可折叠的屋顶。一號球場在1997年经过一次大型重建後，從原先比邻中央球场位置，遷移至一个新的可容纳更多观众的专用场地。場外亨曼坡（Henman Hill）上配有巨幕，聚集未能進場的球迷观战比赛實況，為球员加油助威。二号球场則有“冠军墳場”的称号，在此地进行比赛的种子选手經常被排名较低的对手淘汰。曾经的受害者包括了安德烈·阿加西、安迪·羅迪克、罗杰·费德勒、瑪麗亞·莎拉波娃和皮特·森柏斯。

## 传统

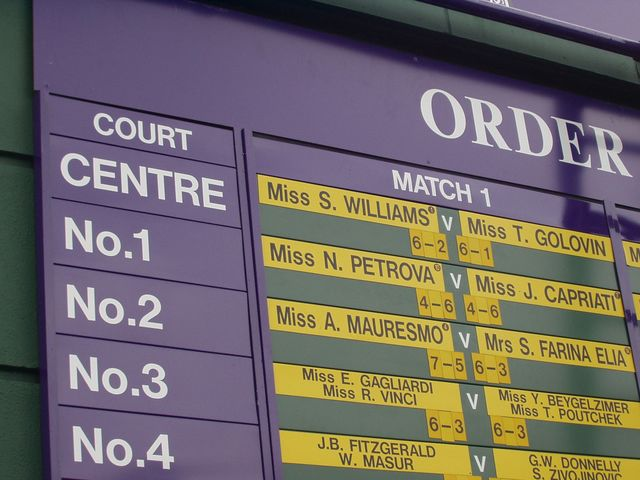
球场的比赛顺序告示板

温网的代表色是绿色和紫色。草莓配奶油是比赛期间的传统零食。
每屆英國王室必定會出席觀賽，英國君主也可能親臨現場。伊莉莎白二世亦在1977年為贏得女單冠軍的英國球員韋德擔任頒獎嘉賓。目前的皇家贊助者由威爾斯王妃凱薩琳擔任並出席頒獎。

### 服裝規定
溫網是四大滿貫賽中唯一有規定球員衣著顏色的，參賽選手必須穿著“白色”球衣的嚴格規定曾多次引發爭議。大會在2013年要求羅傑·費德勒換鞋，因為他的鞋底是橙色不是白色，2017年又要求维纳斯·威廉姆斯在比賽中途更換紫色胸罩。不少聲音皆要求大會摒棄過時守舊的思想，放鬆白色服飾的規定。
此外，觀眾不能穿着短裤，因為被認為不禮貌；也不能戴帽子，因为这样可能阻碍后排观众的视线。

### 長盤制
溫網曾在決勝盤采取無限長盤制，必須领先对手两局才能贏得比賽。2018年男單兩場四強賽都發生賽事無限延長的狀況，32歲南非好手凱文·安德森鏖戰五盤，其中決勝盤就打了將近3小時，最後纏鬥6小時36分鐘才以26比24擊敗美國重炮手約翰·伊斯內爾，創下大滿貫賽單打時間次長紀錄；另一場拉斐爾·拿度和諾瓦克·喬科維奇也打了5小時15分鐘。而安德森在八強賽與四強賽都打滿五盤，耗時21小時才進入決賽的疲憊不堪狀態下，決賽被喬科維奇直落三橫掃。
賽後安德森和伊斯內爾都對這項制度表達異議，認為溫網應該考慮到選手，將規定改成和美網一樣的決勝盤搶七；全英俱樂部也在賽後檢討決勝盤制度，並於2018年10月正式公布自2019年開始，當長盤制打到12比12時，就會啟動搶七。从2022年法网开始，所有大满贯赛事统一决胜盘6-6后采取抢十决胜。

## 獎盃
男子单打冠军将获得一座18英寸高的镀金奖杯，獎盃的最頂端有一個小鳳梨。該獎盃通常被稱作「挑戰者盃」。
女子单打的奖品一个为直径约19英寸的獎盤，通常被称作“Rosewater Dish”或“Venus Rosewater Dish”（玫瑰露水盤）。
还有其他一些活动奖品。近幾年比赛的奖金（双打奖金将被平分，单位英镑）为：

| 项目     | 2016年      | 2016年      | 2010年      | 2010年     | 2009年     | 2009年     | 2008年     | 2008年     |
| 总奖金   | 28,100,000  | 28,100,000  | 13,725,000  | 13,725,000 | 12,550,000 | 12,550,000 | 11,812,000 | 11,812,000 |
|          | 冠军        | 亚军        | 冠军        | 亚军       | 冠军       | 亚军       | 冠军       | 亚军       |
| -------- | ----------- | ----------- | ----------- | ---------- | ---------- | ---------- | ---------- | ---------- |
| 男女单打 | £ 2,000,000 | £ 1,000,000 | £ 1,000,000 | £ 500,000  | £ 850,000  | £ 425,000  | £ 750,000  | £ 375,000  |
| 男女双打 | £ 350,000   | £ 180,000   | £ 230,000   | £ 115,000  | £ 230,000  | £ 115,000  | £ 230,000  | £ 115,000  |
| 混合双打 | £ 100,000   | £ 50,000    | £ 92,000    | £ 46,000   | £ 92,000   | £ 46,000   | £ 92,000   | £ 46,000   |

## 冠军得主
- 男子单打
- 女子单打
- 男子双打
- 女子双打
- 混合双打

## 图集

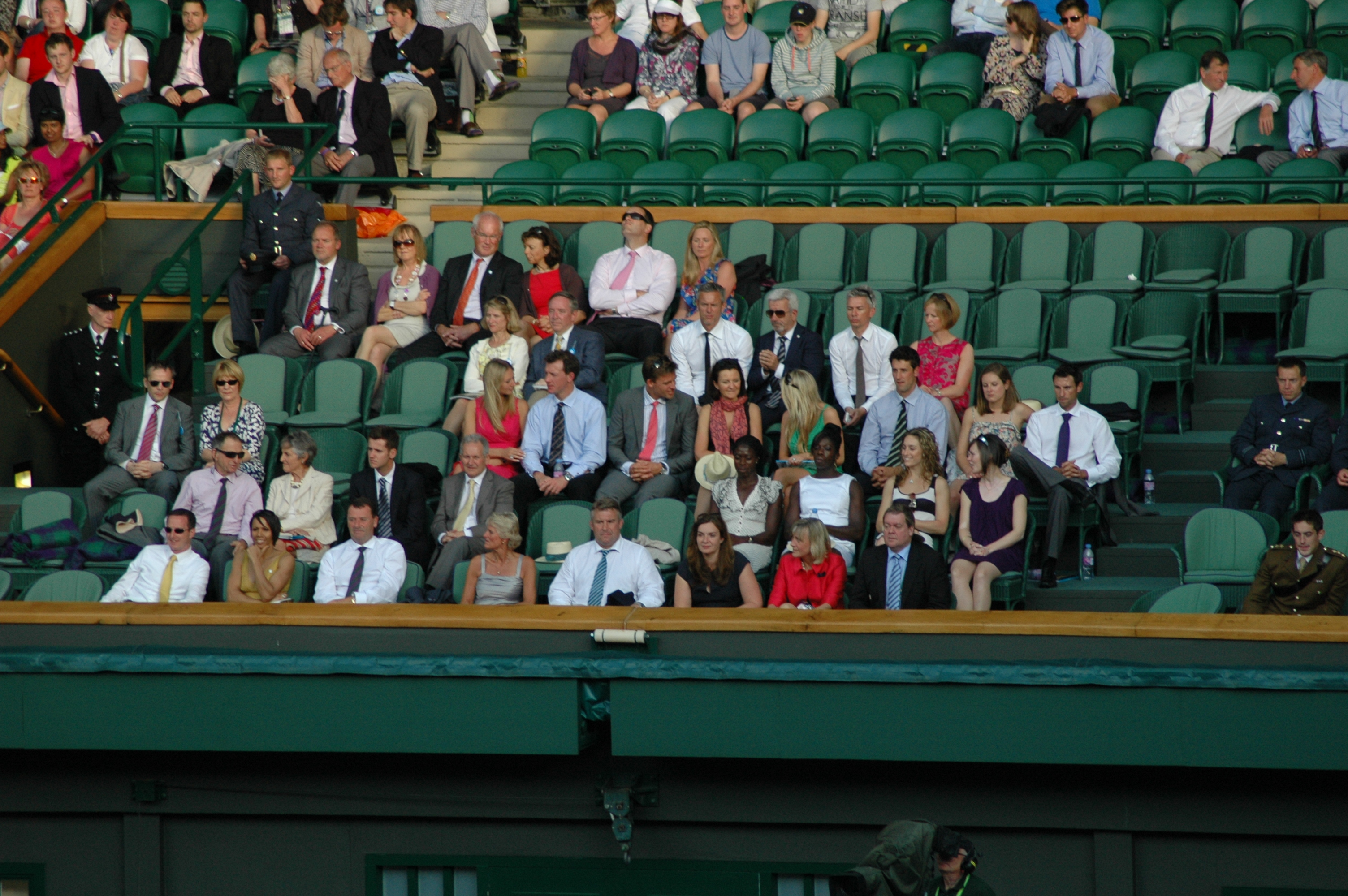
溫布頓中央球場的皇家觀眾席
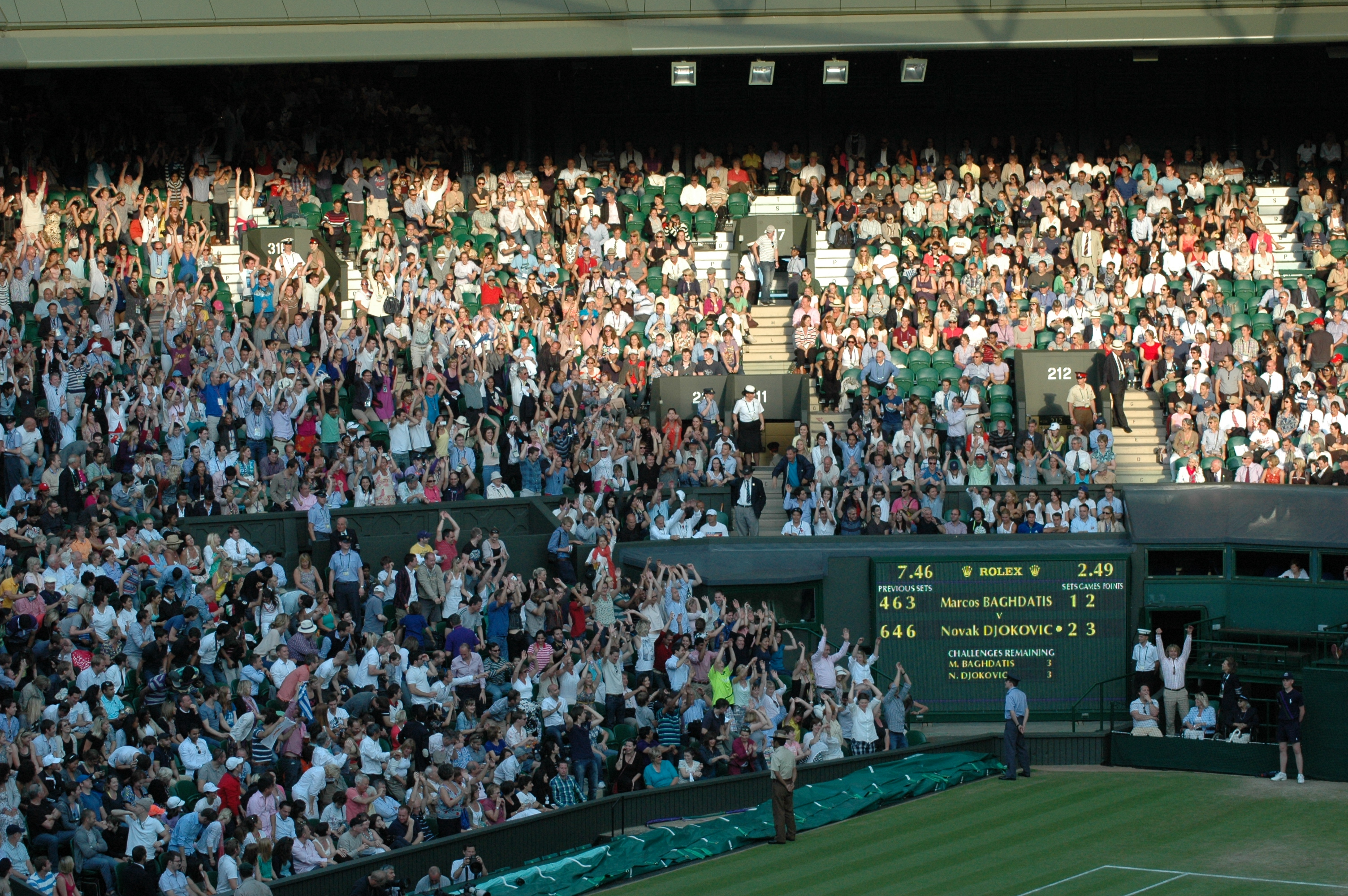
溫布頓中央球場的人羣
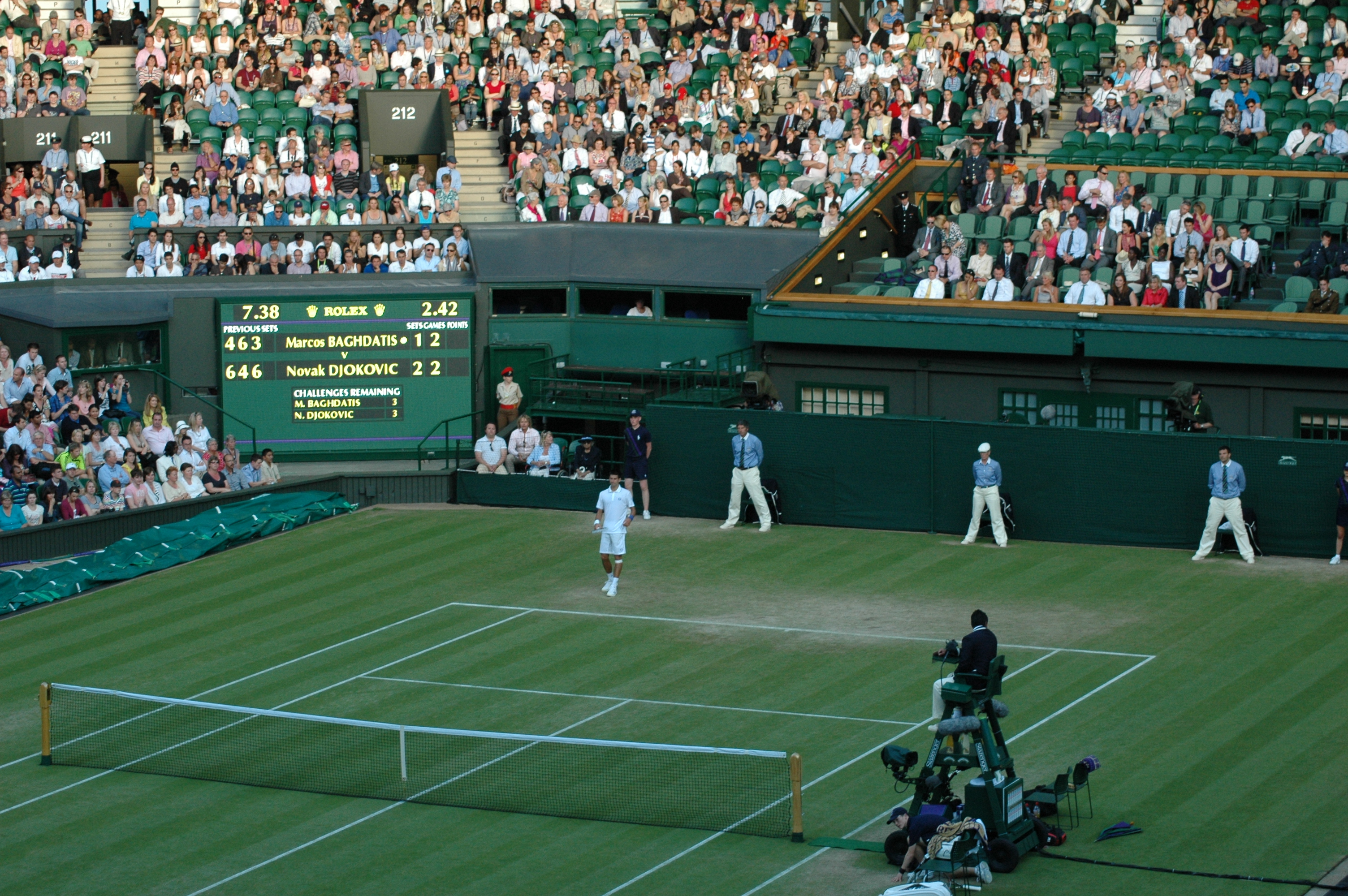
溫布頓中央球場
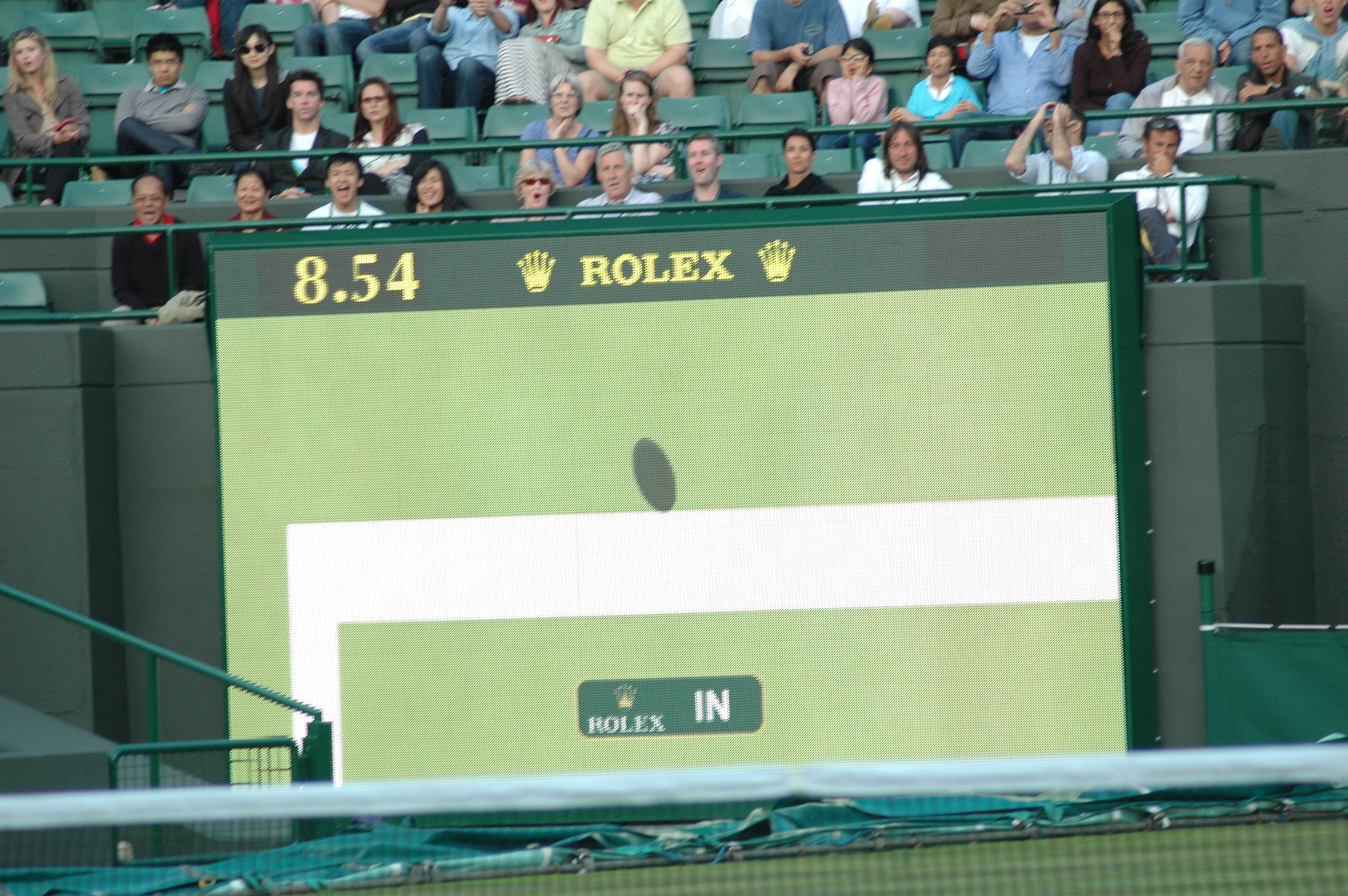
在溫布頓球場在技術幫助下決定是繼續還是出局
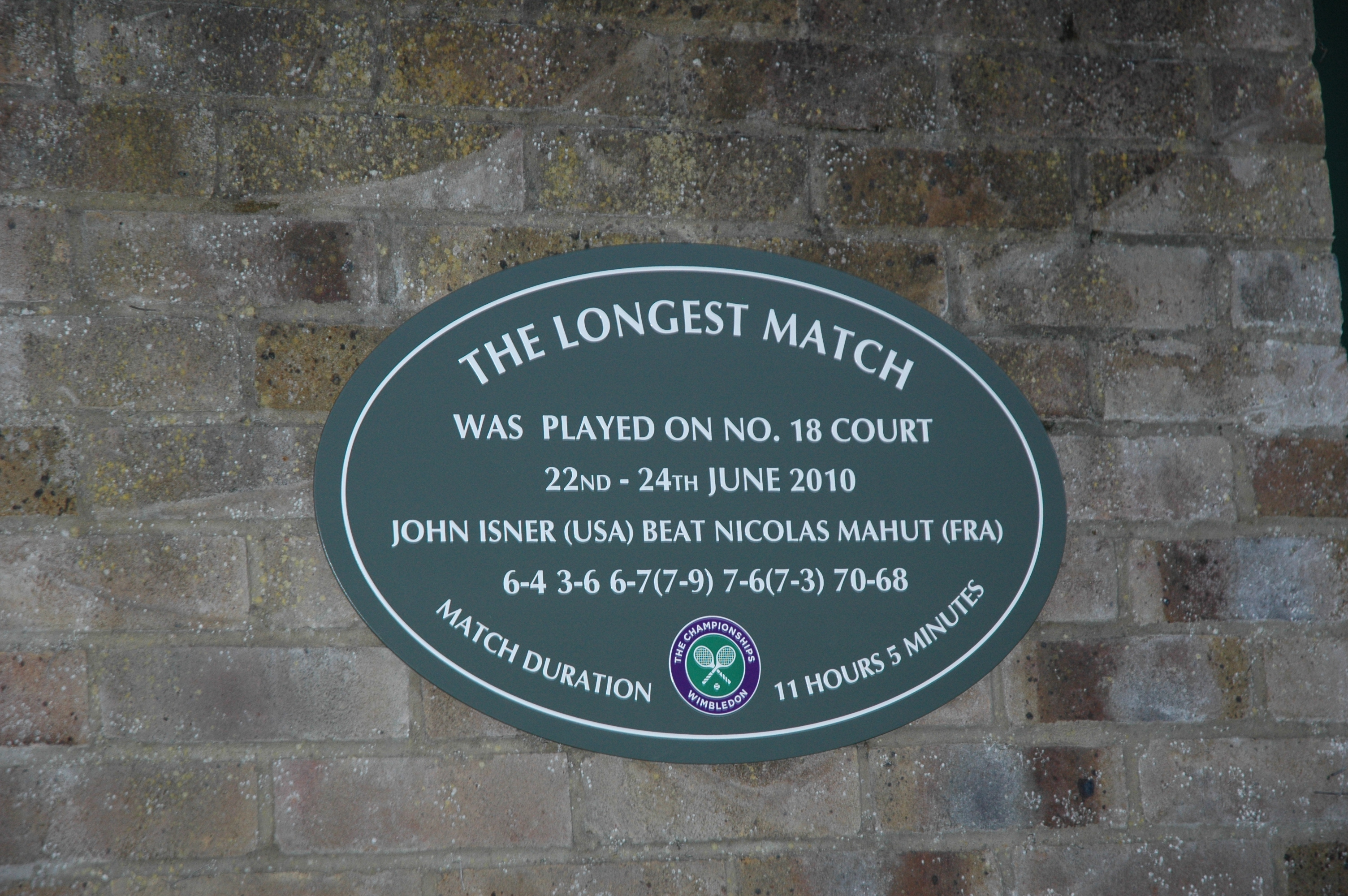
溫布頓有史以來最長的比賽
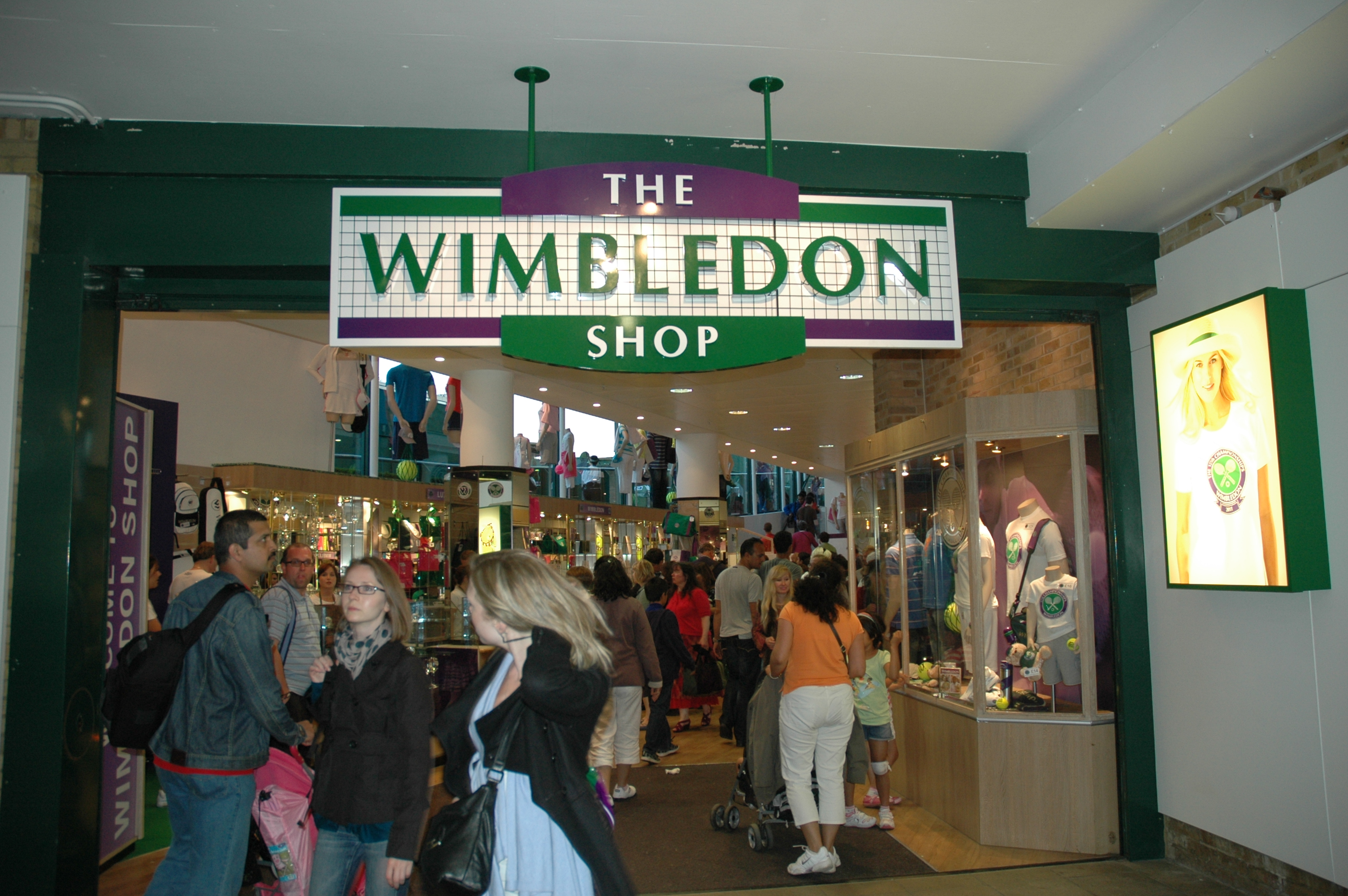
溫布頓商店
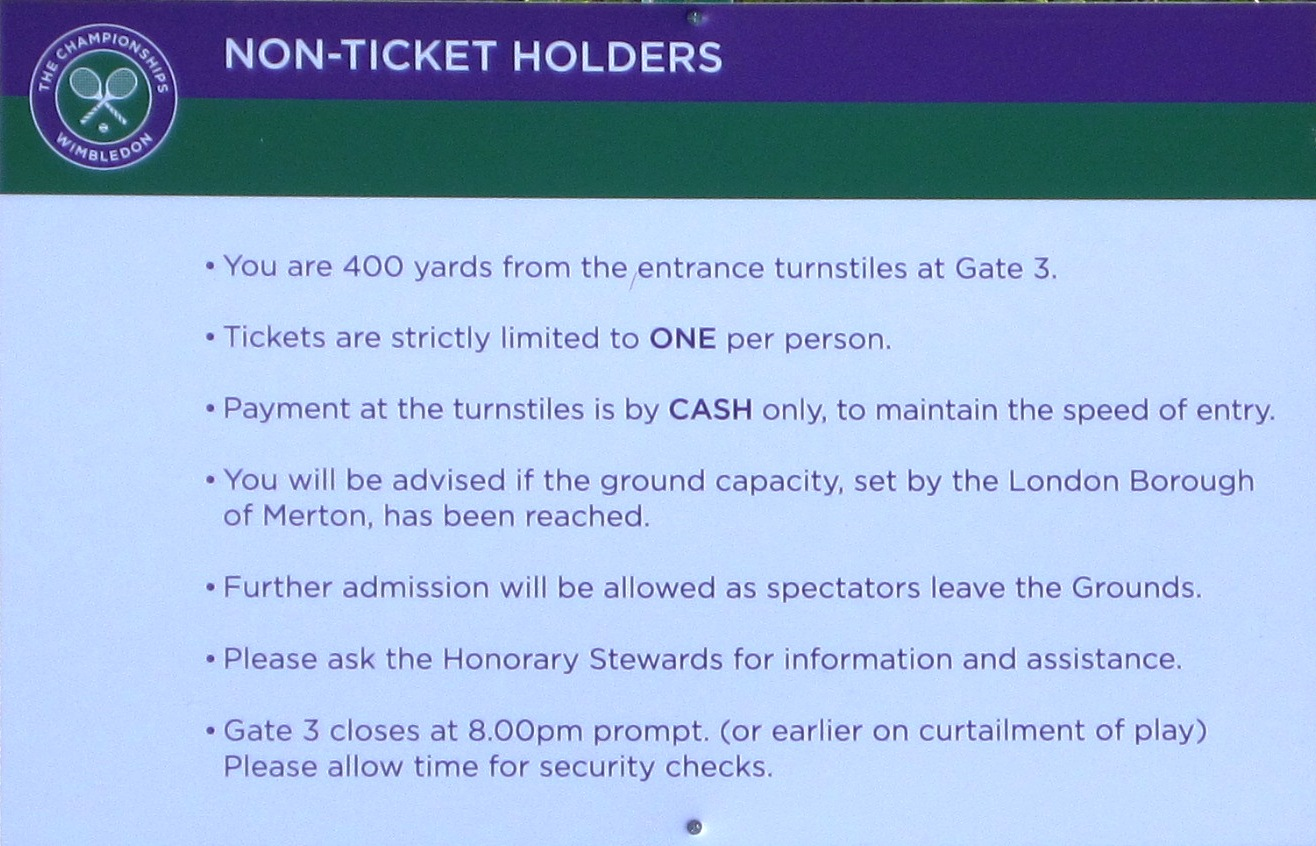
溫布頓無票觀眾須知
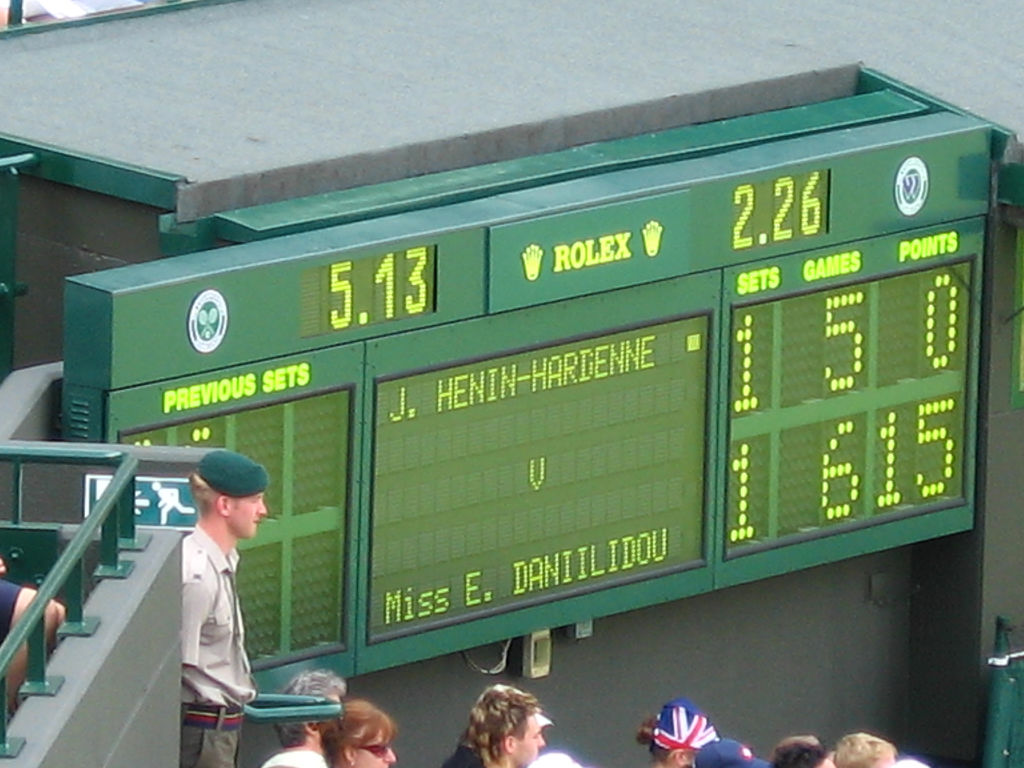
溫布頓記分板
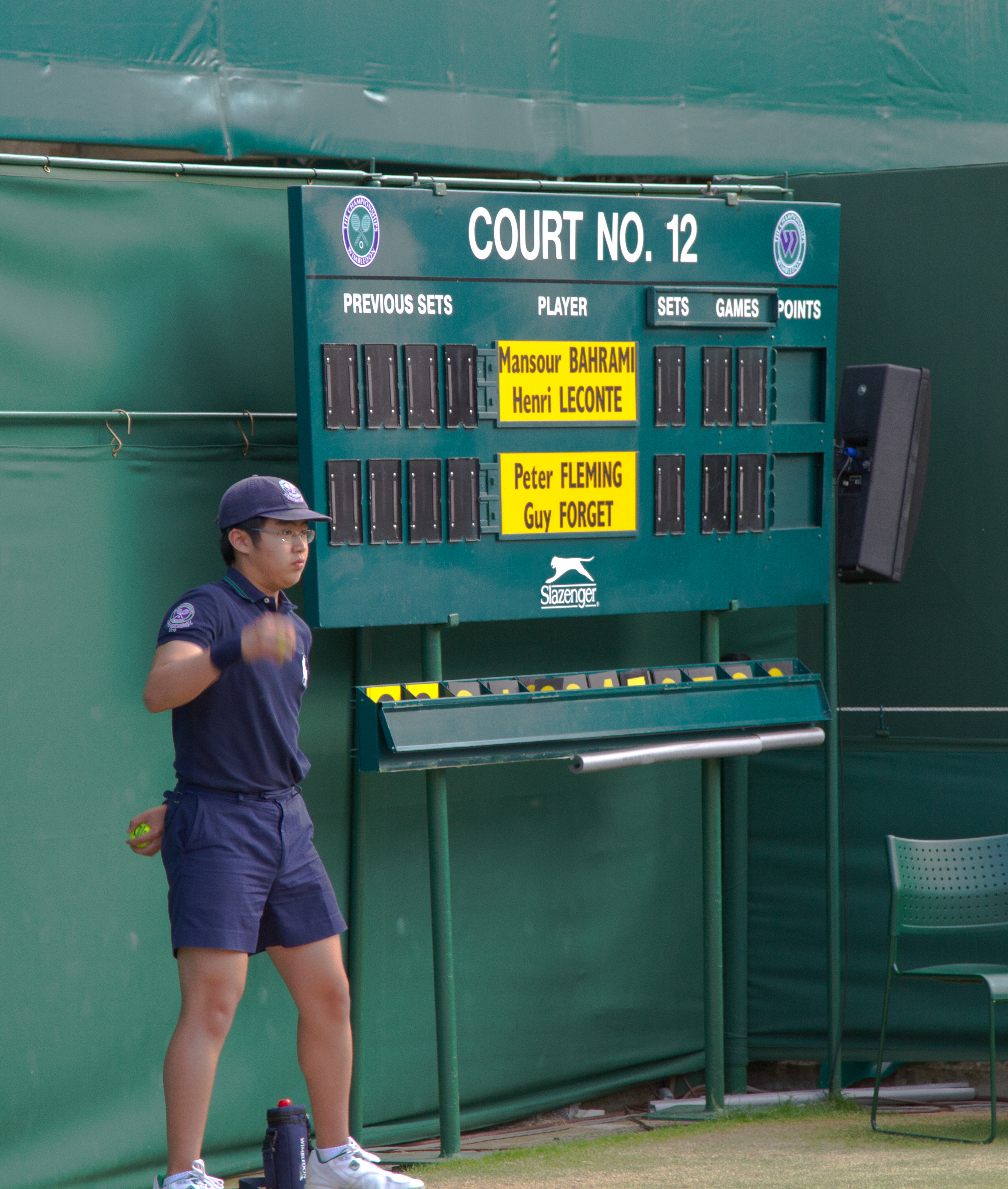
溫布頓記分板
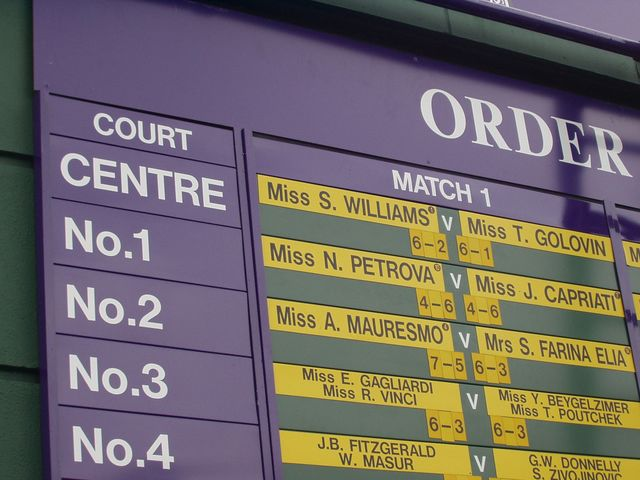
溫布頓的比賽順序
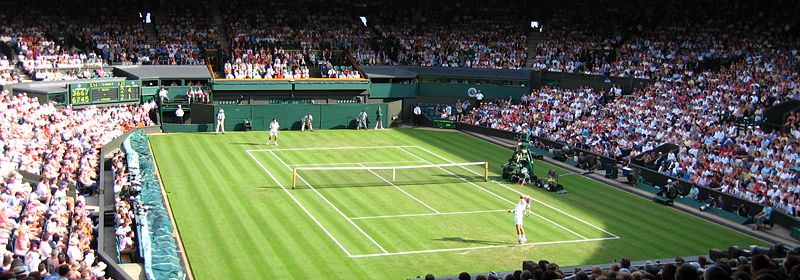
溫布頓中央1號球場
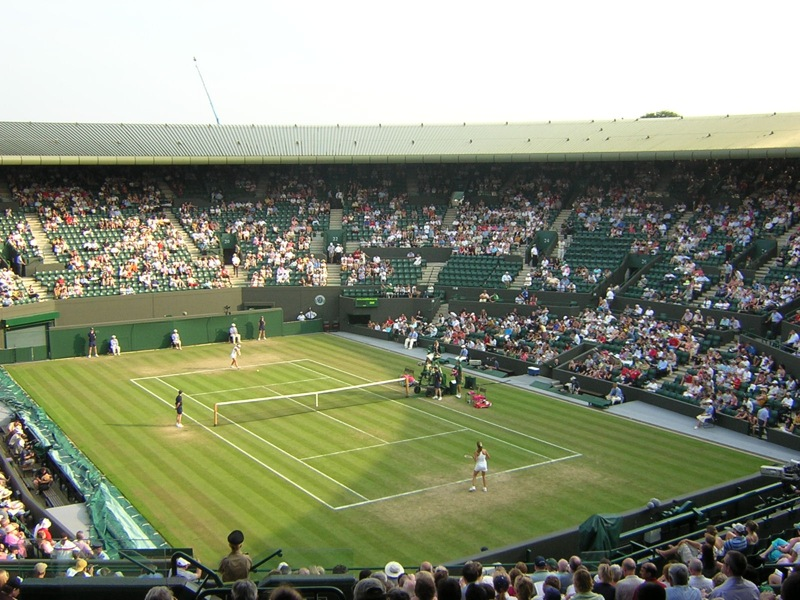
溫布頓1號球場
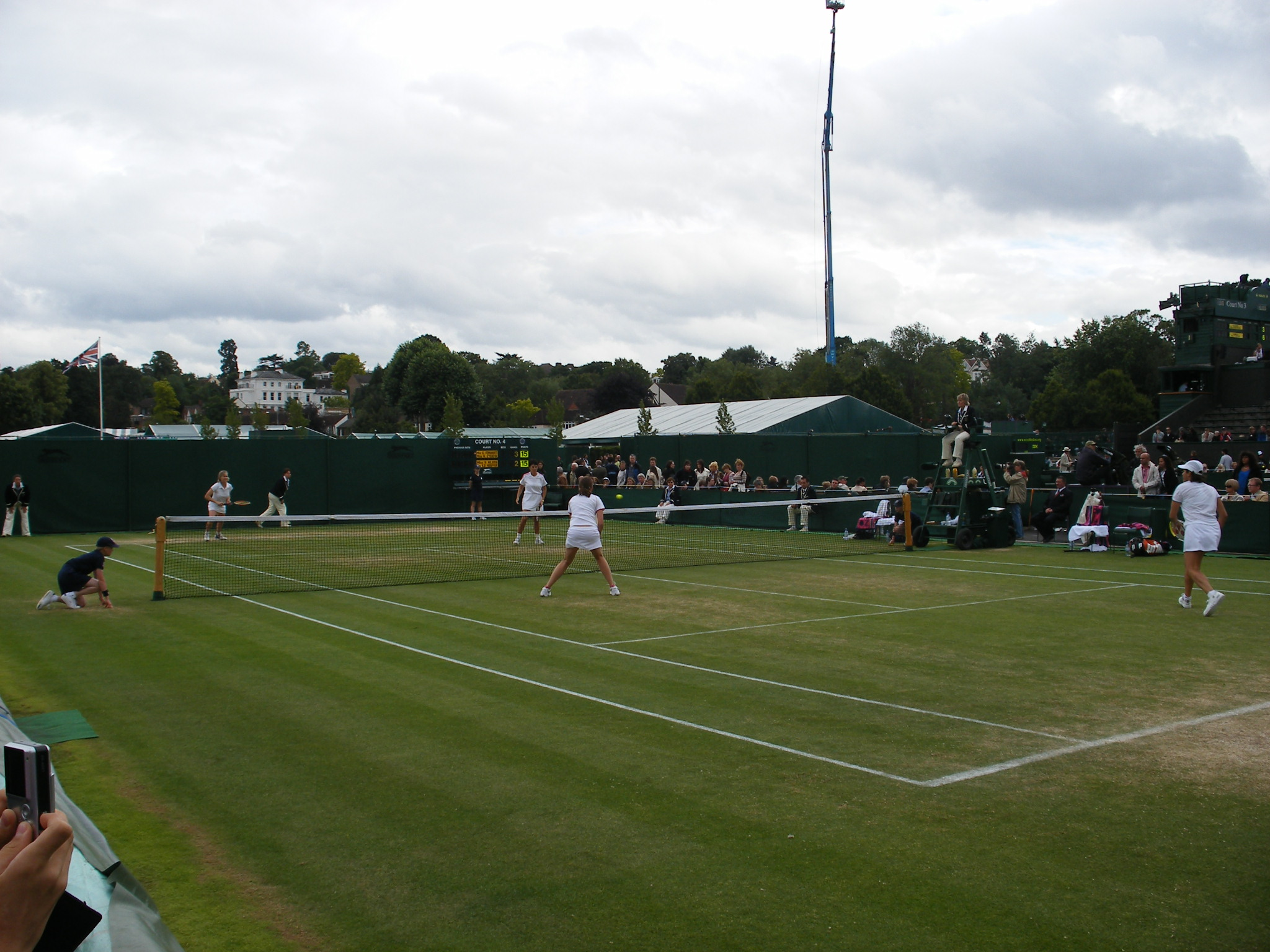
溫布頓4號球場
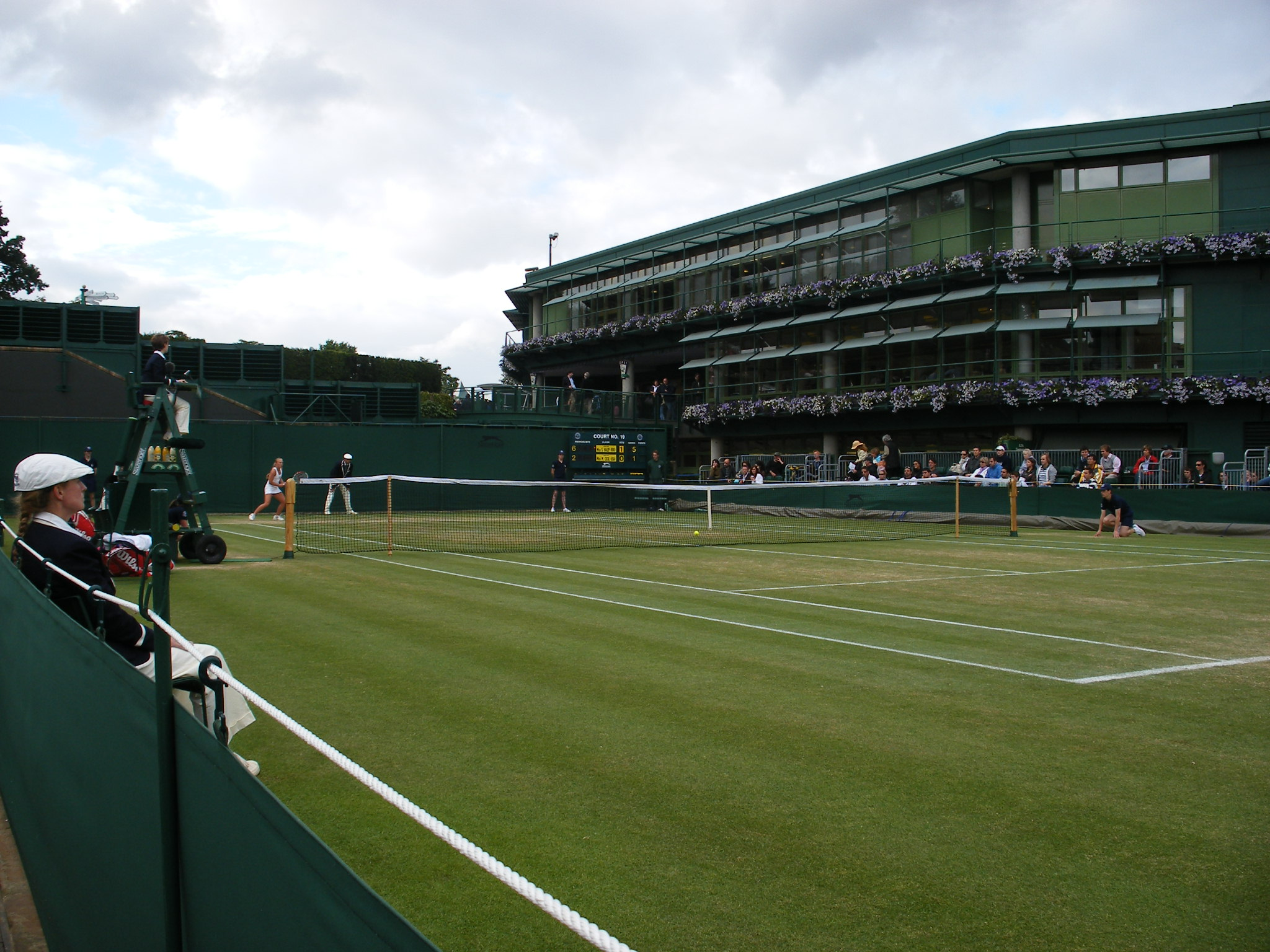
溫布頓19號球場
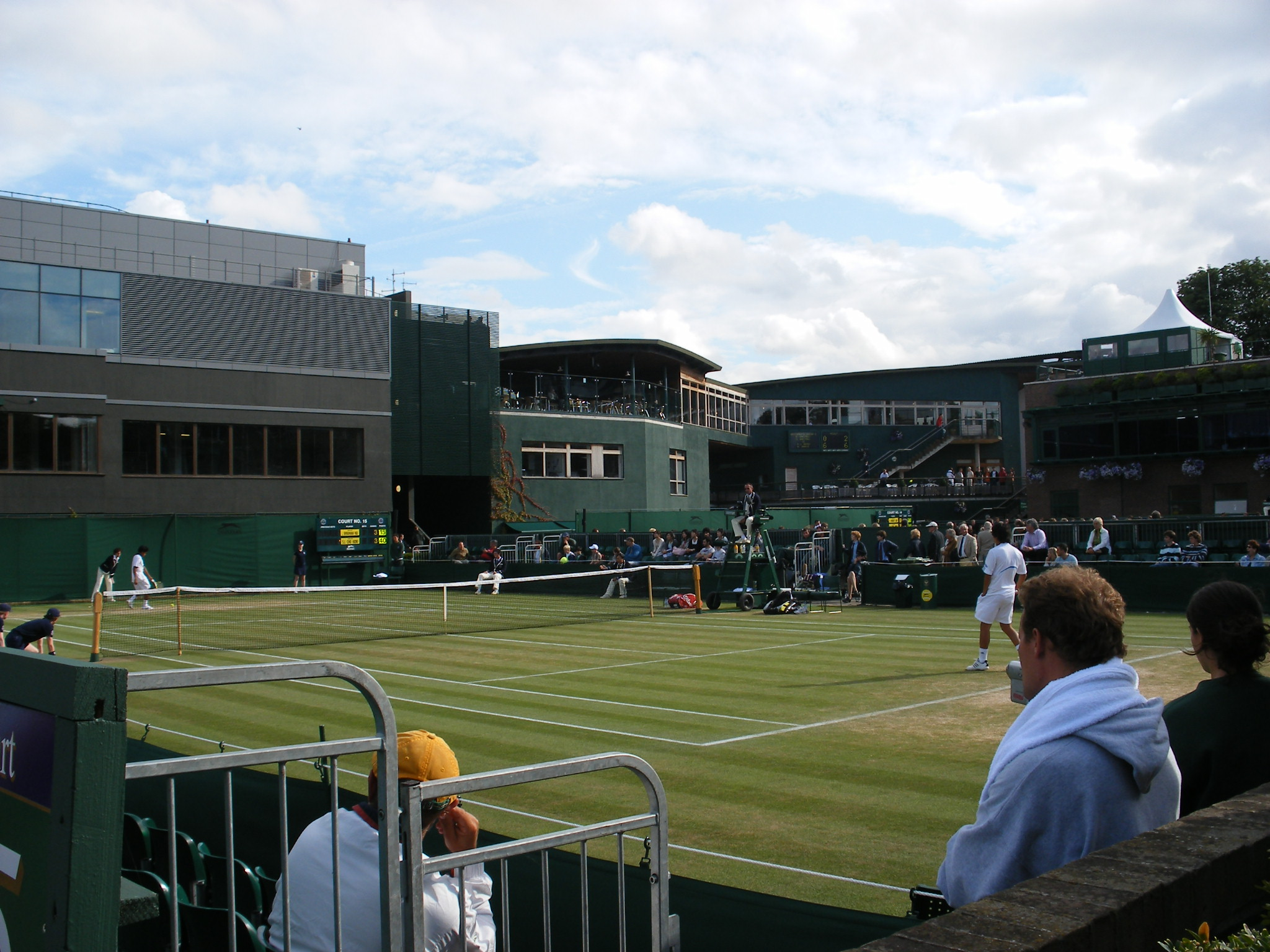
溫布頓15號球場
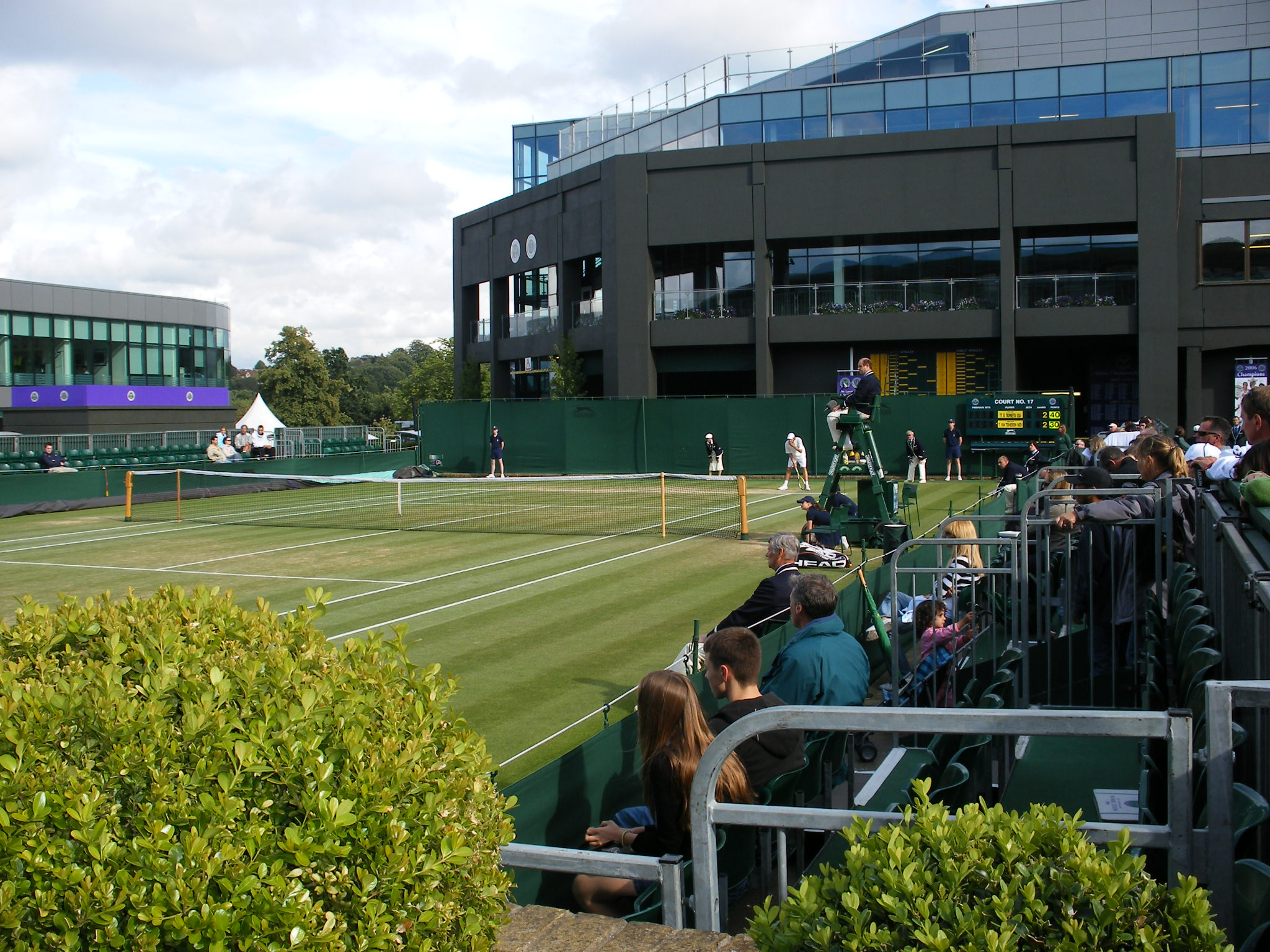
溫布頓17號球場
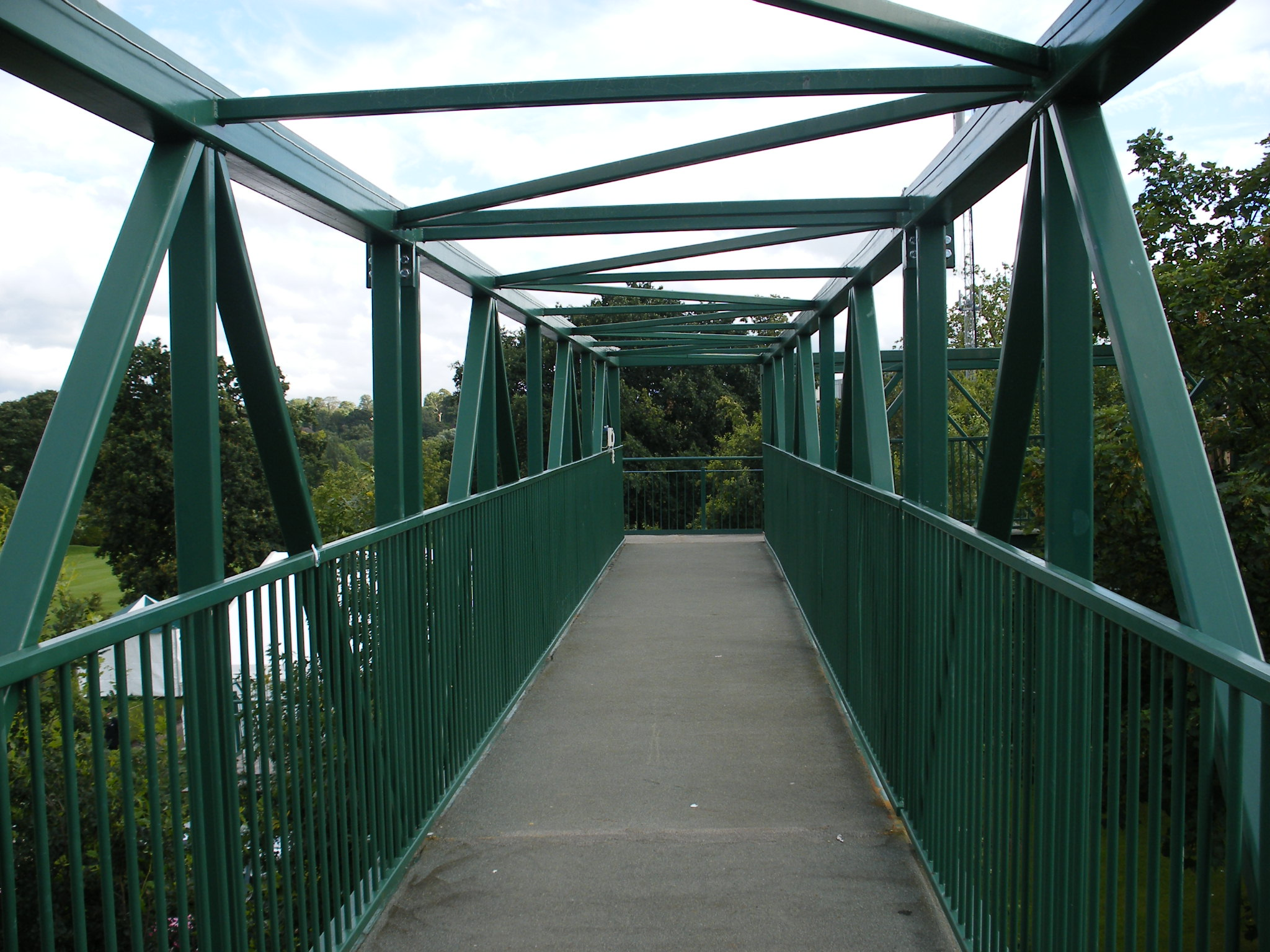
溫布頓排隊橋